# Priboj (Lopare, BiH)
Priboj je naseljeno mjesto u sastavu općine Lopare, Republika Srpska, BiH. Jedno je od najvećih i najljepših mjesta na području općine Lopare.

## Zemljopis
Nalazi se u sjeveroistočnoj Bosni i Hercegovini, pored magistralnog puta Bijeljina-Tuzla i udaljen je oko trideset kilometara od Tuzle. Kroz mjesto protječe rijeka Janja, koja izvire na sjevernim padinama planine Majevice na oko 670 m nadmorske visine, ispod jednog od njenih najviših vrhova (vrh Konjic, 903 m nadmorske visine). Njenim tokom kroz naseljeno mjesto, se redoslijedno ulijevaju Lipovački potok, rijeka Labuđanka, te Rastošnička rijeka koja istječe iz obližnjeg jezera Sniježnica. Što se tiče prometne povezanosti, mjesto je povezano autobusnim saobraćajem sa svim većim gradovima širom Bosne i Hercegovine, Republike Srbije, Republike Hrvatske i šire.

## Povijest
Pošto su u srednjem vijeku ovim prostorima Balkana često harale kuga i mnoge druge zarazne bolesti od kojih je u pojedinim selima umiralo gotovo sve seosko stanovništvo, tako da je ovo područje bilo slabije naseljeno, istovremeno su u Crnoj Gori i Hercegovini bila česta iseljavanja stanovništva prije svega zbog teške ekonomske i životne situacije kao i čestih krvnih osveta, što je možda bio i jedan od razloga njihovog doseljavanje na Majevicu i područje Priboja.
Priboj je u neku ruku jedno naselje koje se u mnogo čemu razlikuje od ostalih podmajevičkih sela. To je slobodno se može reći jedna urbana sredina, koja je prije mnogih podmajevičkih naselja pa i samog općinskog sjedišta Lopara, imala izgrađene osnovne objekte infrastrukture.
Za vrijeme vladavine Austro-Ugarske monarhije, kroz Priboj je izgrađen put Bijeljina- Ugljevik- Teočak- Priboj- Lopare- Tuzla koji je građen krajem 19. i početkom 20. vijeka.
Osnovna škola u Priboju je počela s radom 1880, a prva crkva je sagrađena 1883. godine. Pred sam početak Drugog svjetskog rata, 1937- 1938. godine u Priboju je izgrađena veterinarska ambulanta, a također i zgrada za potrebe ljekarske ambulante i stan za ljekara.
Poslije završetka Drugog svjetskog rata sagrađeni su: dom kulture, zdravstvena ambulanta, asfalni put Bijeljina-Tuzla i mnogi drugi objekti od posebnog značaja za stanovništvo Priboja i okoline.

## Povjesni spomenici
Na području Priboja se može pronaći i određen broj stećaka na par lokaliteta, od kojih se mogu izdvojiti Petkovića groblje, Đurino Guvno i srednjevijekovna nekropola na brdu Rust.
Srednjevjekovna nekropola koja se nalazi na Petkovića groblju na granici Priboja s naseljenim mjestom Tobut (pored puta Priboj - Lopare) nije dovoljno istražena, jer joj arheolozi i istrazivači nisu posvećivali posebnu pažnju, tako da nema mnogo pisanih podataka o njenom ranijem izgledu. Na njoj je prisutno devet srednjevjekovnih spomenika od kojih tri imaju ukrase u vidu ornamenata. Sačuvani su prikazi spirale, mača i polumjeseca. Oblici spomenika su različiti, od običnog sljemenjaka, sljemenjaka s postoljem, sanduka i stupa. Lokalno stanovnistvo svjedoči da je na tom lokalitetu ranije bilo oko petnaest nadgrobnih spomenika ali ih je narod u nedostatku drugih tvrdih materijala iskoristio za gradjenje objekata. Na spomeniku u obliku stupa ranije je bio prepoznatljiv znak križa i početak nekog nerazumljivog natpisa.
Srednjevjekovna nekropola na Ðurinom Guvnu nedaleko od Bogdanovića groblja, nekada je brojala više od trideset stećaka, ali je nažalost zub vremena i nepoznavanje vlastite povijesti učinilo svoje. Danas, na lokalitetu danas postoji još oko dvadesetak loše sačuvanih stećaka, od kojih se nekolicina ističe svojom ljepotom; prvi spomenik u obliku stupa s motivima štapa, s bočne strane, i motivom stilizovanog kukastog križa i dvostruke spirale, s čeone strane, što ovaj stećak čini najzanimljivijim zbog svojih ukrasa. Pored njega na spomeniku u obliku niskog sanduka se nalaze motivi zmije, jabuke i dvostruke spirale. Ornamenti u obliku spirale su prepoznatljivi na još jednom sljemenjaku. Također, zanimljivi su i sami oblici stećaka, kao npr. stećak u obliku pobjedničkog postolja i dvostruki sljemenjak, koji su jedna prava rijetkost i pojava kod srednjovjekovnih spomenika na području Bosne i Hercegovine. 
O srednjevjekovnoj nekropoli na brdu Rust u Priboju se nema mnogo govoriti, nadgrobni spomenici su mahom uništeni gradnjom puteva i kuća i od sačuvanih spomenika na nekropoli danas postoji samo njih pet, koji su loše sačuvani, bez natpisa i ukrasa i obrasli mahovinom i šibljem. Tri izolirana stećka koja su unutar ograde pravoslavnog groblja su načinjena od vrlo lijepog kamena i malo su bolje očuvani, dok se preostala dva nalaze nekih dvadesetak metara dalje u šikari. Spomenici su oblika stele i sarkofaga.

## Obrazovanje
U Priboju se nalazi osnovna škola "Veljko Čubrilović", koja je dobila ime po Veljku Čubriloviću bratu Vase Čubrilovića, koji je u školi radio kao učitelj od 1910. do 1914. godine. Njega su, austrougarske vlasti osudile 1915. godine na smrt vješanjem zbog učešća u Sarajevskom atentatu na tadašnjeg austrougarskog prijestolonasljednika Franje Ferdinanda.
Prije sadašnje škole postojala je i jedna starija četvorogodišnja škola blizu pribojske crkve koja je podignuta 1893. godine. Zgradu škole je podigla crkva uz svesrdnu pomoć naroda pribojskog kraja. Nju su pohađalji đaci iz Rastošnice, Teočaka, Zabrđa, Sniježnice, Sapne itd. Nakon izgradnje škola u tim mjestima, broj đaka u Priboju se smanjio. Škola je zapaljena 1941. godine i odmah po zavretku drugog svjetskog rata izvršena je njena obnova i stavljanje u funkciju. Nakon izgradnje nove škole (današnja središnja škola) 1960. godine učionice stare škole su i dalje korištene pošto je u to vrijeme bio veliki broj đaka koje, iako su išli u dvije smjene, nove školske prostorije nisu mogle da prime. Zgrada stare škole je djelomično renovirana krajem 80-tih godina, prošlog vijeka.
Osim ove središnje škole postoji još nekoliko područnih škola i to u Tobutu, Peljavama, Podgori, Brijestu i u Lipovicama. Škola u Priboju je devetogodišnja (prvi razred predškolsko obrazovanje), dok su ove ostale petogodišnje, nakon čega đaci iz područnih škola nastavljaju dalje školovanje u Priboju od šestog razreda. U današnje vrijeme broj učenika u ovoj školi je u blagom padu sa svakom novom školskom godinom

## Poznate osobe
- Veselin Gavrić, narodni heroj Jugoslavije

## Stanovništvo
| Priboj             |                |                |                |                |
| godina popisa      | 2013.          | 1991.          | 1981.          | 1971.          |
| Srbi               | 1.348 (99,26%) | 1.765 (96,29%) | 1.794 (95,62%) | 2.108 (99,38%) |
| Hrvati             | 9 (0,66%)      | 7 (0,38%)      | 3 (0,15%)      | 0              |
| Muslimani          | 0              | 0              | 2 (0,10%)      | 2 (0,09%)      |
| Jugoslaveni        | 0              | 36 (1,96%)     | 54 (2,87%)     | 0              |
| ostali i nepoznato | 1 (0,07%)      | 25 (1,36%)     | 23 (1,22%)     | 11 (0,51%)     |
| ukupno             | 1.358          | 1.833          | 1.876          | 2.121          |

## Vanjske poveznice
- Knjiga: "Nacionalni sastav stanovništva - Rezultati za Republiku po opštinama i naseljenim mjestima 1991.", statistički bilten br. 234, Izdanje Državnog zavoda za statistiku Republike Bosne i Hercegovine, Sarajevo.